# 戴封
戴封（？年—100年），字平仲，濟北郡剛縣（今山東省寧陽縣東北）人。東漢太常。

## 生平
戴封十五歲時前往太學讀書。師從鄮（今浙江省寧波市東鄮山北）令申君，申君去世後，戴封親自護送申君靈柩回東海。途中經過自己的家鄉，戴封的父母認為戴封一定會回家，於是預先替他娶妻，戴封匆匆拜親，尚未過夜便回京師繼續完成自己的學業。
戴封的同學石敬平患病而死，戴封照料並為他殯殮，賣了自己帶的糧食買了副小棺材，將石敬平的遺體送往石家。石家人重新收殮時，發現石敬平離家時所攜帶的書籍等物都在棺木中，為此感到驚異。

### 戴封遺縑
一次，戴封遭遇盜賊，財物被掠奪一空，只剩下七匹細緻的絲絹沒被盜賊發現，戴封追上盜賊，將絲絹給了盜賊說：「我知道你們貧困，所以特地送給你們。」盜賊驚嘆說：「這是賢人啊！」於是將先前搶來的東西都還給了戴封。

### 一境奇之
戴封被舉薦為孝廉，任光祿事，由於伯父去世而辭官。詔書求賢良方正能直言、品行能消災解難的人才，公卿郡守各舉一人。當時郡守和大司農都舉薦戴封。戴封因此受公車徵召，皇上召見，對策答問，名列第一，於是升授議郎，永元初，任西華令。
汝、潁一帶有蝗災，蝗蟲唯獨不進西華縣內。當時督郵前往西華縣巡視，蝗蟲跟隨大批飛來，督郵離去後，蝗蟲也隨之消失。

### 戴封積薪
有一年大旱，戴封祈禱無果，於是堆積乾柴，坐在上頭，點火自焚。火起，大雨暴至，遠近的人深感佩服。

### 戴封縱囚
戴封遷任中山相，當時各縣有囚犯四百多人，罪狀已定，即將要行刑。戴封憐憫這些囚犯，於是規定他們回來受刑的日期，釋放了轄區內四百多名囚犯，讓他們回家與親人見面，最終沒有一個人違背約定的日期。詔書表揚戴封的美德。
永元十二年（100年），戴封被任命為太常，在任內去世。

## 延伸阅读
[在维基数据编辑]
 《後漢書/卷81》，出自范晔《後漢書》